# Стеклянные окуни
Стеклянные окуни (лат. Ambassidae) — семейство лучепёрых рыб. Название происходит от греч. Ανάβασις, означающего «лазающий». Ранее семейство называлось Chandidae.

## Описание
Максимальная длина стеклянных окуней — около 26 см. В позвоночнике 24—25 позвонков. Спинной и анальный плавники с 7—11 лучами, брюшной плавник с пятью лучами. Спинной плавник с 7—8 шипами, анальный — с тремя, брюшной — с одним. Тело у многих видов прозрачное или полупрозрачное, поэтому стеклянные окуни нередко содержатся в аквариумах.

## Ареал
Стеклянные окуни встречаются в водах Индийского и западной части Тихого океанов, омывающих Азию и Океанию. Аквариумные виды — пресноводные.

## Список родов и видов
В состав семейства включают 8 родов с примерно 50 видами.
- Род Ambassis — Амбассисы, или стеклянные окуни (род)
  - Ambassis agassizii
  - Ambassis agrammus
  - Ambassis ambassis — Обыкновенный стеклянный окунь
  - Ambassis buruensis
  - Ambassis buton
  - Ambassis dussumieri
  - Ambassis elongatus
  - Ambassis fontoynonti
  - Ambassis gymnocephalus
  - Ambassis interrupta
  - Ambassis jacksoniensis
  - Ambassis kopsii
  - Ambassis macleayi — Сетчатый амбассис, или стеклянный окунь Маклея
  - Ambassis macracanthus
  - Ambassis marianus
  - Ambassis miops
  - Ambassis muelleri
  - Ambassis nalua
  - Ambassis natalensis
  - Ambassis productus
  - Ambassis urotaenia — Полосатый стеклянный окунь
  - Ambassis vachellii
- Род Chanda — Чанды
  - Chanda nama
- Род Denariusa
  - Denariusa australis
  - Denariusa bandata
- Род Gymnochanda
  - Gymnochanda filamentosa — Нитевидный стеклянный окунь
  - Gymnochanda flamea
  - Gymnochanda limi
- Род Paradoxodacna
  - Paradoxodacna piratica
- Род Parambassis — Парамбассисы
  - Parambassis altipinnis
  - Parambassis apogonoides
  - Parambassis confinis
  - Parambassis dayi
  - Parambassis gulliveri — Парамбассис Гулливера, или большой стеклянный окунь
  - Parambassis lala
  - Parambassis macrolepis
  - Parambassis pulcinella
  - Parambassis ranga — Индийский стеклянный окунь[3]
  - Parambassis siamensis
  - Parambassis tenasserimensis
  - Parambassis thomassi
  - Parambassis vollmeri
  - Parambassis wolffii
- Род Pseudambassis
  - Pseudambassis alleni
  - Pseudambassis baculis
  - Pseudambassis roberti
- Род Tetracentrum
  - Tetracentrum apogonoides — Стеклянный окунь-апогон
  - Tetracentrum caudovittatus
  - Tetracentrum honessi